# Drive (film, 2011)
Drive je americký kriminální neo-noir film z roku 2011, který režíroval dánský režisér Nicolas Winding Refn. Herci v hlavních rolích jsou Ryan Gosling, Carey Mulligan, Bryan Cranston, Oscar Isaac a Albert Brooks. Film byl natočen podle stejnojmenné knihy Jamese Sallise, kterou zpracoval do scénáře Hossein Amini.
Stejně jako kniha, film pojednává o bezejmenném hollywoodském kaskadérovi (Ryan Gosling), který po nocích pracuje pro zločince jako řidič, kterého si najímají po krádeži, aby je odvezl do bezpečí. Film byl v roce 2011 uveden na filmovém festivalu v Cannes, kde byl přijat s ovacemi a režisér filmu získal ocenění za nejlepší režii. 

## Zápletka
Bezejmenný Řidič (Ryan Gosling) žije v bytě s levným nájmem a pracuje jako mechanik v autodílně vlastněné Shannonem (Bryan Cranston), který řidiči dělá také manažera a obstarává mu práci filmového kaskadéra na částečný úvazek. Řidič má ale také tajnou práci, organizovanou Snannonem, jako nájemný řidič pro zločince, kteří potřebují odvézt do bezpečí. Jeho pravidlem je, že nikdy nepracuje pro stejné lidi dvakrát a zločincům, kteří si ho najmou, dává pěti minutový limit na jejich loupeže. Pokud se lupiči opozdí, Řidič odjede bez nich. Jednoho dne potká ve výtahu svou novou sousedku Irene (Carey Mulligan) a jejího syna Benicia. Později jim před místním supermarketem pomůže s autem.
Irenino auto je odtaženo do Shannonovy garáže a Řidič nabídne Irene a Beniciovi odvoz domů. Zároveň se řidič začne o Irene a Benicia zajímat, pomáhat jim a tráví s nimi volný čas. Během toho se potká s Ireniným manželem, Standardem, který byl propuštěn z vězení. Jeho návrat k rodině ale není jednoduchý, kvůli dluhu z vězení. Ke splacení dluhu má Standard vykrást zastavárnu, a Řidič mu nabídne svou pomoc.

## Obsazení
| Ryan Gosling        | Řidič                                                                     |
| Carey Mulligan      | Irene                                                                     |
| Bryan Cranston      | Shannon                                                                   |
| Albert Brooks       | Bernie Rose                                                               |
| Oscar Isaac         | Standard Gabriel                                                          |
| Christina Hendricks | Blanche                                                                   |
| Ron Perlman         | Nino Paolozzi / Izzy - Kaden Leos jako Benicio - Jeff Wolfe jako Tan Suit |
| James Biberi        | Cook                                                                      |
| Russ Tamblyn        | Doc                                                                       |
| Andy San Dimas      | Dancer                                                                    |

## Produkce
Novela Drive od Jamese Sallise byla vydána v roce 2005.  Producenti Marc E. Platt a Adam Siegel z Marc Platt Productions zakoupili práva na zfilmování novely ihned po tom, co si Siegel přečetl recenzi v magazínu Publishers Weekly.  Postava Řidiče Siegela zaujala, protože to byla ta "postava, kterou už jen tak někde nezahlédnete – byl to muž s jasným posláním; byl dobrý v tom co dělal a nestyděl se za to." Řidič zaujal Platta kvůli tomu, že mu připomínal filmové hrdiny, ke kterým vzhlížel v mládí. Postavy, které typicky hráli Steve McQueen a Clint Eastwood.
Hossein Amini – na Oscara nominovaný scenárista – přepracoval původní novelu pro plátna kin. Připadalo mu, že kniha kterou mu studio zaslalo, byla velmi jedinečná, protože byla krátká, pochmurná a trochu jako báseň. A protože nemá novela jednoduchý přímočarý příběh, ale je plná vzpomínek a poskakuje dopředu a zpět v čase, byla její adaptace pro filmový scénář pro Aminiho výzvou. 

### Natáčení a výběr lokací
Film byl dokončen s rozpočtem okolo 13 milionů dolarů a natáčel se v různých částech Los Angeles v Kalifornii. Natáčení začalo 25. září 2010. Lokace vybíral sám režisér Winding Refn, zatímco ho Gosling vozil napříč nočním městem. Z důvodu obav o rozpočet si filmování v Los Angeles vyžádal sám režisér. Winding Refn se přesunul kvůli natáčení do svého domu v Los Angeles a spolu s ním tam po dobu natáčení přebývali i herci a scenárista Amini. Přes den pracovali na scénáři a natáčeli film, po večerech se potom dívali na filmy, nebo upravovali již natočený materiál a nebo jezdili po nočním městě. Režisér si následně vyžádal, aby byly nástroje pro úpravu filmu také převezeny do jeho domu. I když byl scénář k filmu jen na 81 stran, Winding Refn a Gosling stále upravovali a zkracovali dialogy v průběhu natáčení.
Jedna scéna ve filmu, která nakonec nemá žádný dialog je sequence ve výtahu – "série omračujících pohledů a obrazů, které jsou dobrým příkladem toho, že film mnoho nápadů a emocí vyjadřuje skrze obraz raději než slovy.

## Premiéra filmu
Světová premiéra filmu proběhla 20. května 2011 v rámci filmového festival v Cannes. Premiéra filmu v České republice byla 15. září 2011.

### Vydání na DVD a Blu-ray nosičích v Česku
Drive byl poprvé vydán na DVD 9. března 2012 a později byl vydán znovu v limitované edici společně s Blu-ray disky 5. září 2012. Od začátku roku 2013 je film Drive dostupný online přes český obchod iTunes.